# Petrocephalus sauvagii
Petrocephalus sauvagii är en fiskart som först beskrevs av Boulenger, 1887.  Petrocephalus sauvagii ingår i släktet Petrocephalus och familjen Mormyridae. IUCN kategoriserar arten globalt som livskraftig. Inga underarter finns listade i Catalogue of Life.